# Hippocampus reidi

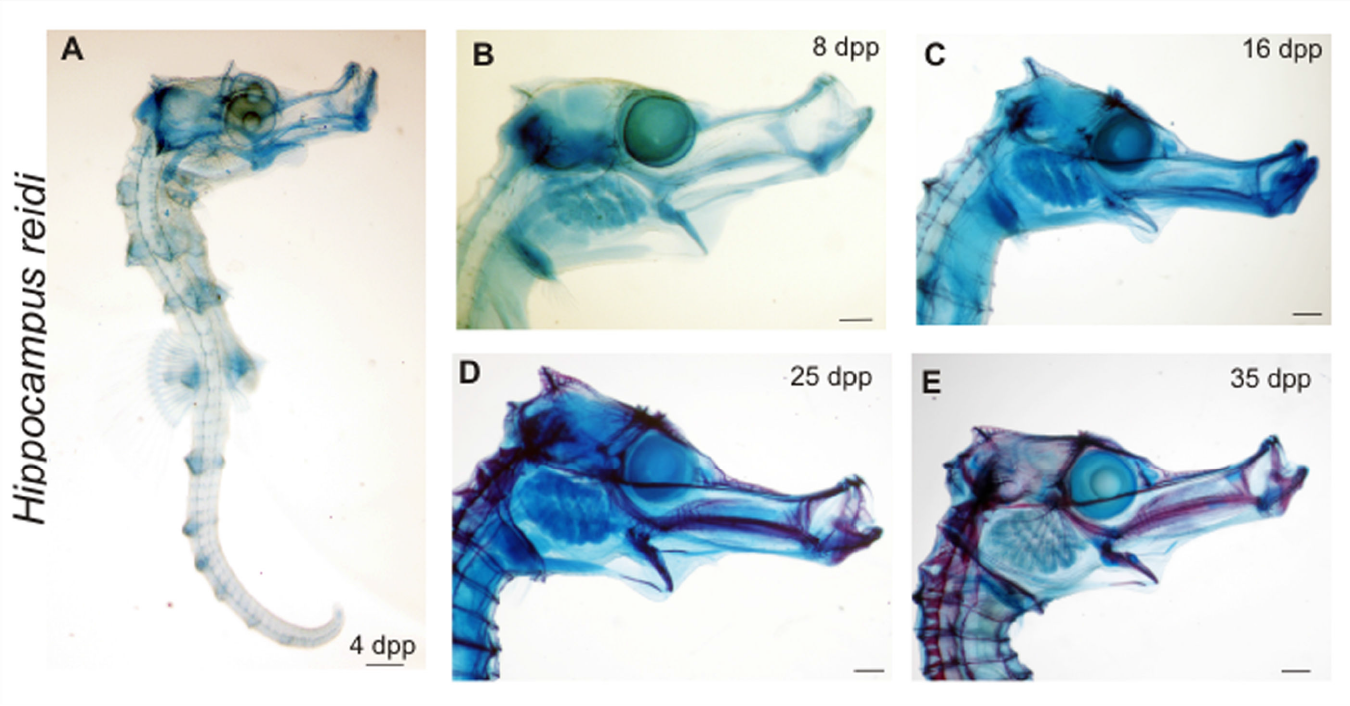
Proceso de osificación de 4 a 35 días después del nacimiento. Barras escala: A, B= 200 μm; C-E= 300μm

El caballito de mar esbelto (Hippocampus reidi) es una especie de pez de la familia Syngnathidae. Este caballito de mar habita las aguas subtropicales del océano Atlántico occidental, siendo una especie no común en la mayor parte de su rango de distribución, aunque puede ser común en alguna zona.

## Morfología
Como seña de identidad propia y diferenciadora presenta un hocico prominente, su nombre en inglés (longsnout seahorse) significa caballito de mar de morro largo, y una serie de anillos, normalmente blanquecinos, a lo largo de todo el cuerpo.
De color amarillo con pequeñas motas negras por todo el cuerpo, puede cambiar a naranja, pardo o casi negro, debido a las condiciones medioambientales. Esta estrategia la realiza con el fin de camuflarse, ya que es muy lento de movimientos, al contar con aletas minúsculas, y no posee aparentemente ninguna defensa frente a predadores.
Los machos  pueden llegar alcanzar los 17,5 cm de longitud total.
Las diferencias entre sexos son fácilmente distinguibles: Los machos presentan un vientre de forma redondeada, mientras que en la hembra éste finaliza en forma de ángulo de 90°. Alcanzan la madurez con 8 cm.

### Mimetismo
Son miméticos, y, según la especie, capaces de cambiar su color, para confundirse entre las macroalgas de su entorno. Esta estrategia de camuflaje es vital para su supervivencia, ya que, al ser de movimientos muy lentos, no pueden huir de sus depredadores.

### Biofluorescencia

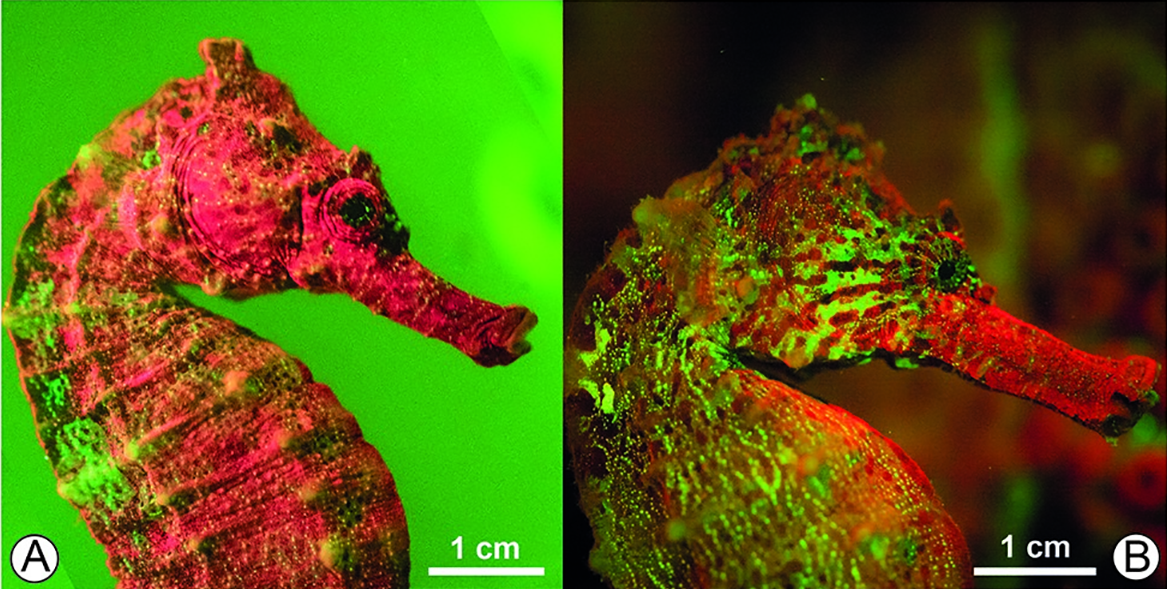
Biofluorescencia verde en H. reidi. (A) en el laboratorio y (B) en libertad.)

Se ha estudiado la biofluorescencia para el caballito de mar Hippocampus reidi, tanto en la naturaleza como en el cautiverio. Este hippocampus muestra emisiones de color verde y de color rojo en forma de puntos o franjas. Existen diferencias individuales con la iluminación del cuerpo, los patrones de color y la edad a la que se produce la fluorescencia. En H. reidi la fluorescencia roja de 600 nm cubría la cabeza, el tronco y la cola, en tanto la fluorescencia verde siempre se ubicó alrededor de los ojos.

## Hábitat y distribución
Vive asociado a los arrecifes. Se trata de una especie no migratoria que se encuentra hasta los 55 m de profundidad, en un clima subtropical. Normalmente lo encontramos entre gorgonias o sargazo flotante. Habitan las praderas de posidonia y comunidades algares próximas a fondos rocosos.
Se distribuyen en Bahamas, Barbados, Belice, Bermudas, Brasil, Colombia, Cuba, Granada, Haití, Jamaica, Panamá, Estados Unidos (Florida y Carolina del Norte), y Venezuela.

## Alimentación
Los hipocampos en general son depredadores voraces. Sus ojos, que tienen movilidad independiente entre sí, les ayudan a reconocer sus presas, pequeños crustáceos que forman parte del zooplancton. Tragan enteras a sus presas al no disponer de dientes, y se ven obligados a consumir grandes cantidades de comida para compensar su rápida e ineficiente digestión, al no poseer estómago. Se alimentan de pequeños invertebrados y larvas planctónicas que aspiran gracias a su hocico en forma de pipeta.

## Reproducción
Son dióicos y ovovivíparos. El periodo de reproducción dura más de 8 meses (en laboratorio), y la gestación 2 semanas. Los huevos miden 1.2 mm de diámetro, y los alevines miden 7 mm cuando nacen.

## Galería

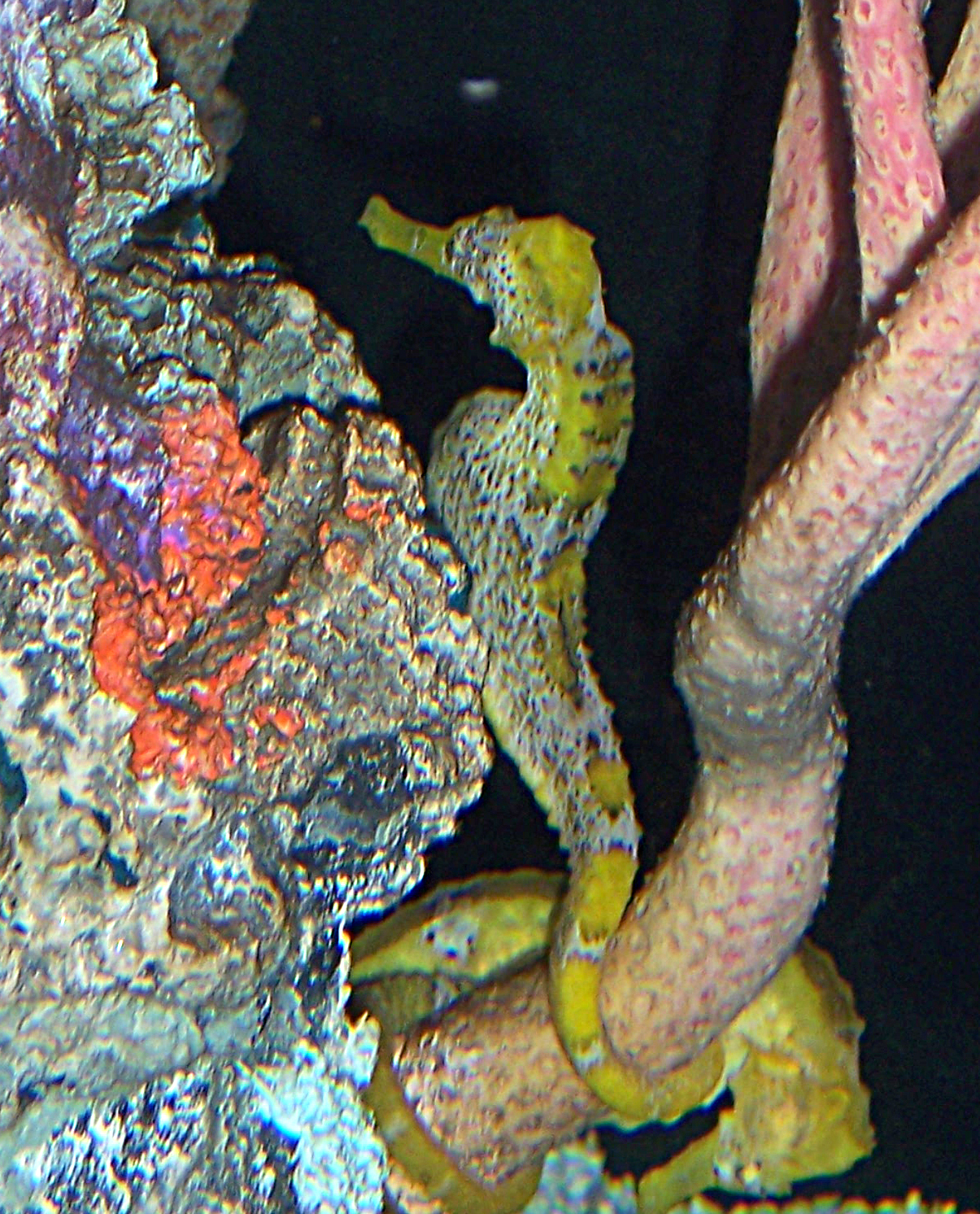
Pareja de H. reidi agarrados a una gorgonia, en el National Aquarium de Washington, Estados Unidos
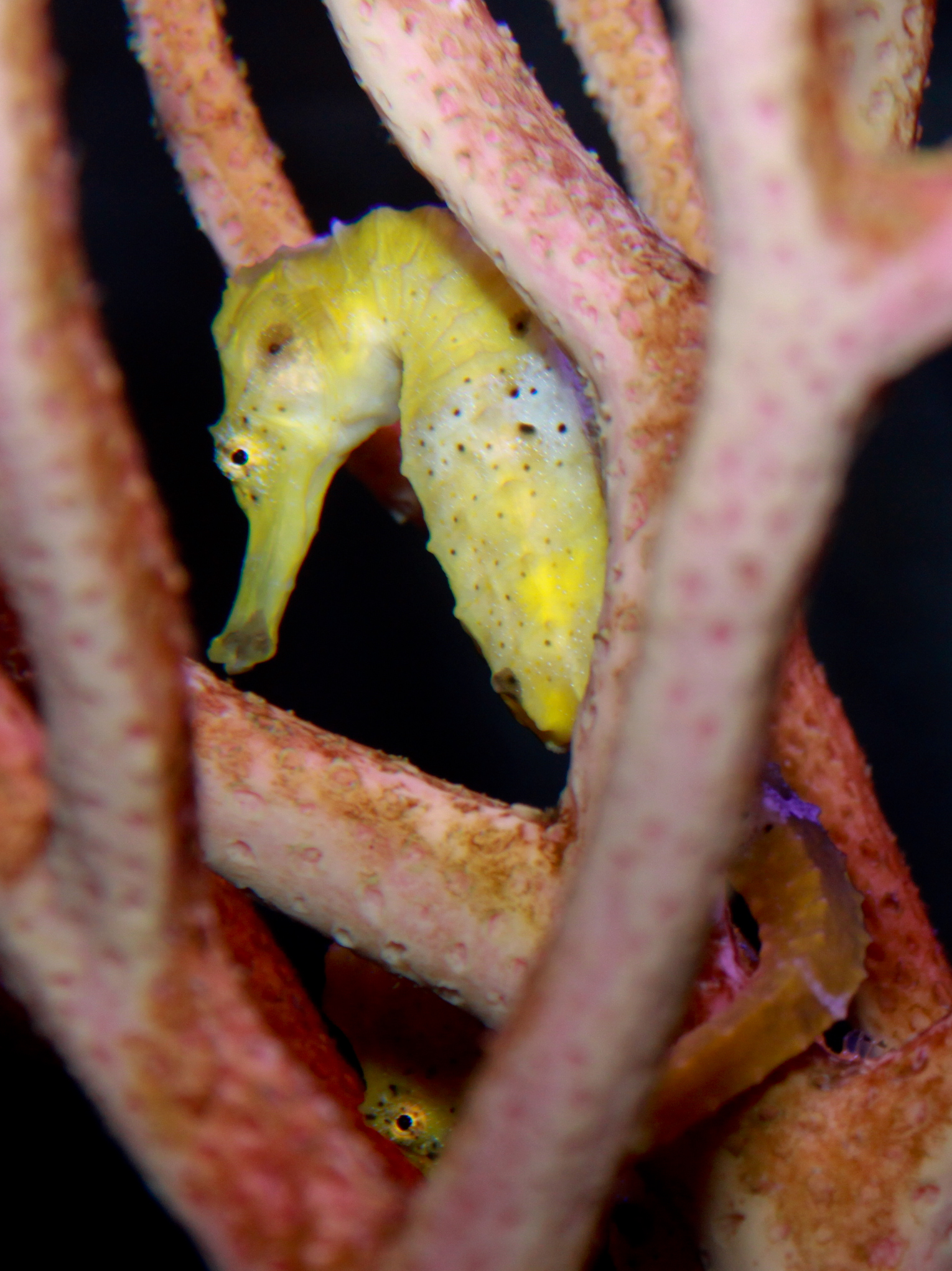
En el National Aquarium de Washington
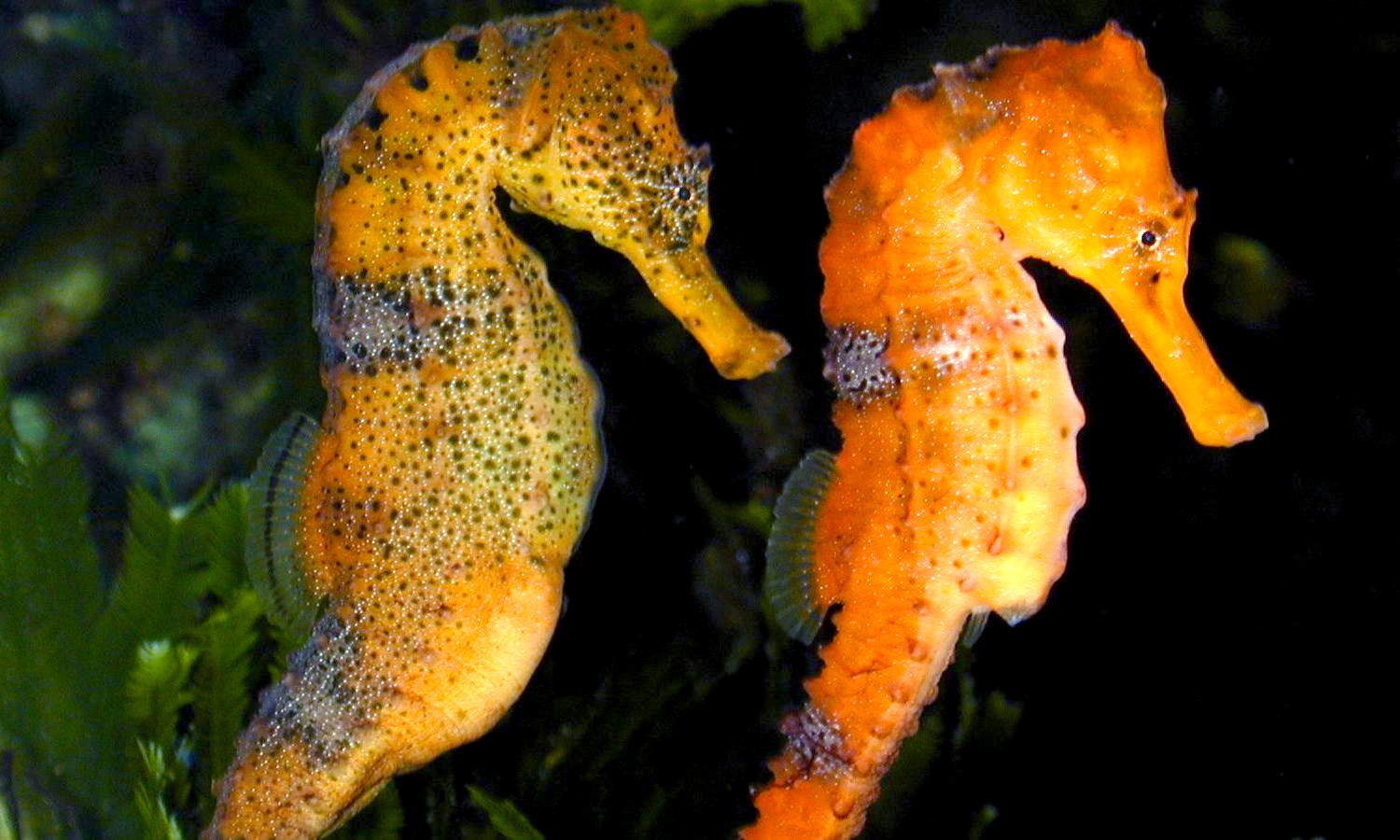
Hippocampus reidi, pareja. Izquierda: macho, derecha: hembra.
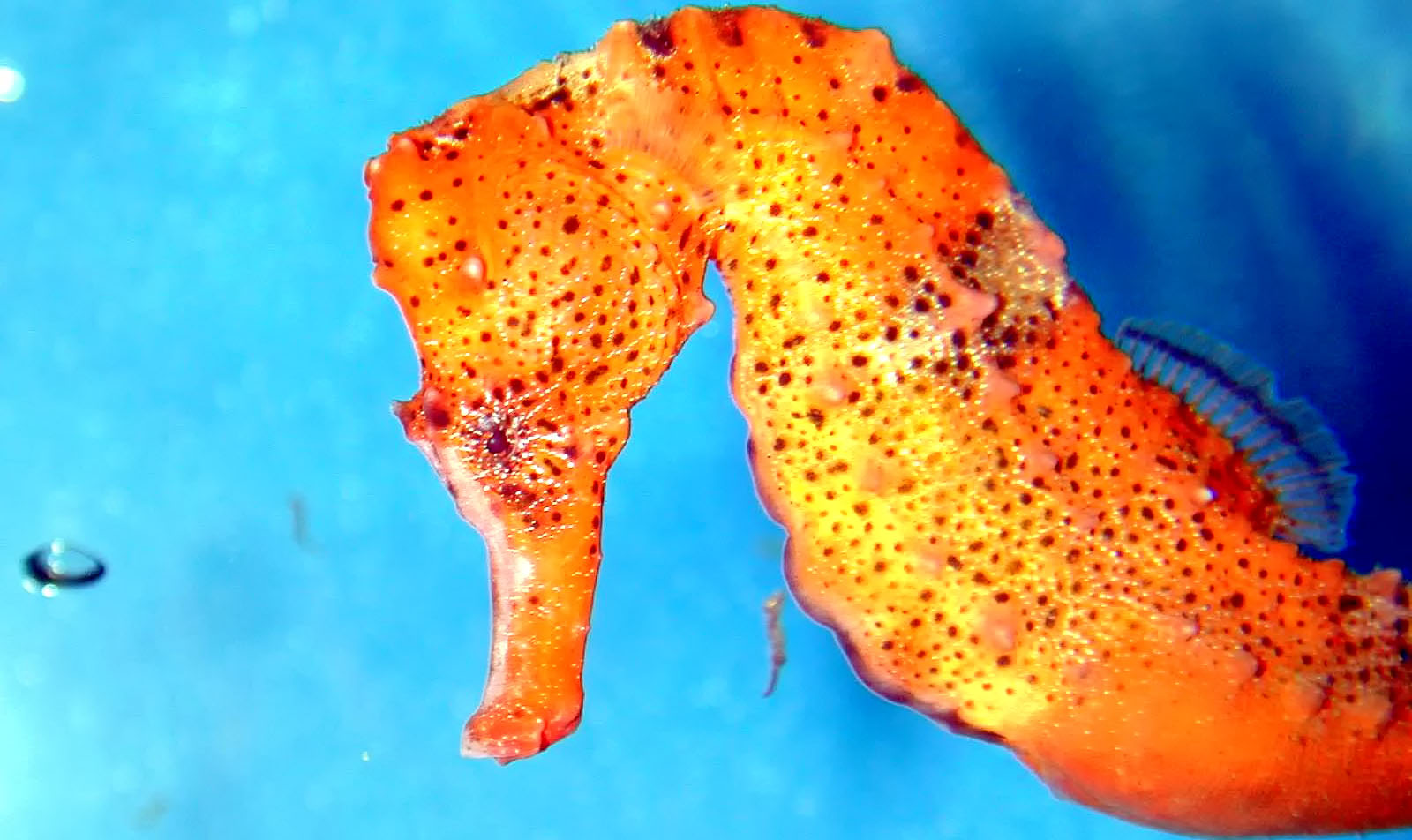
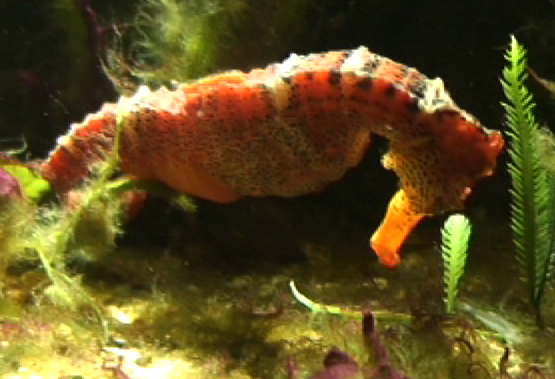
Ejemplar macho de Brasil
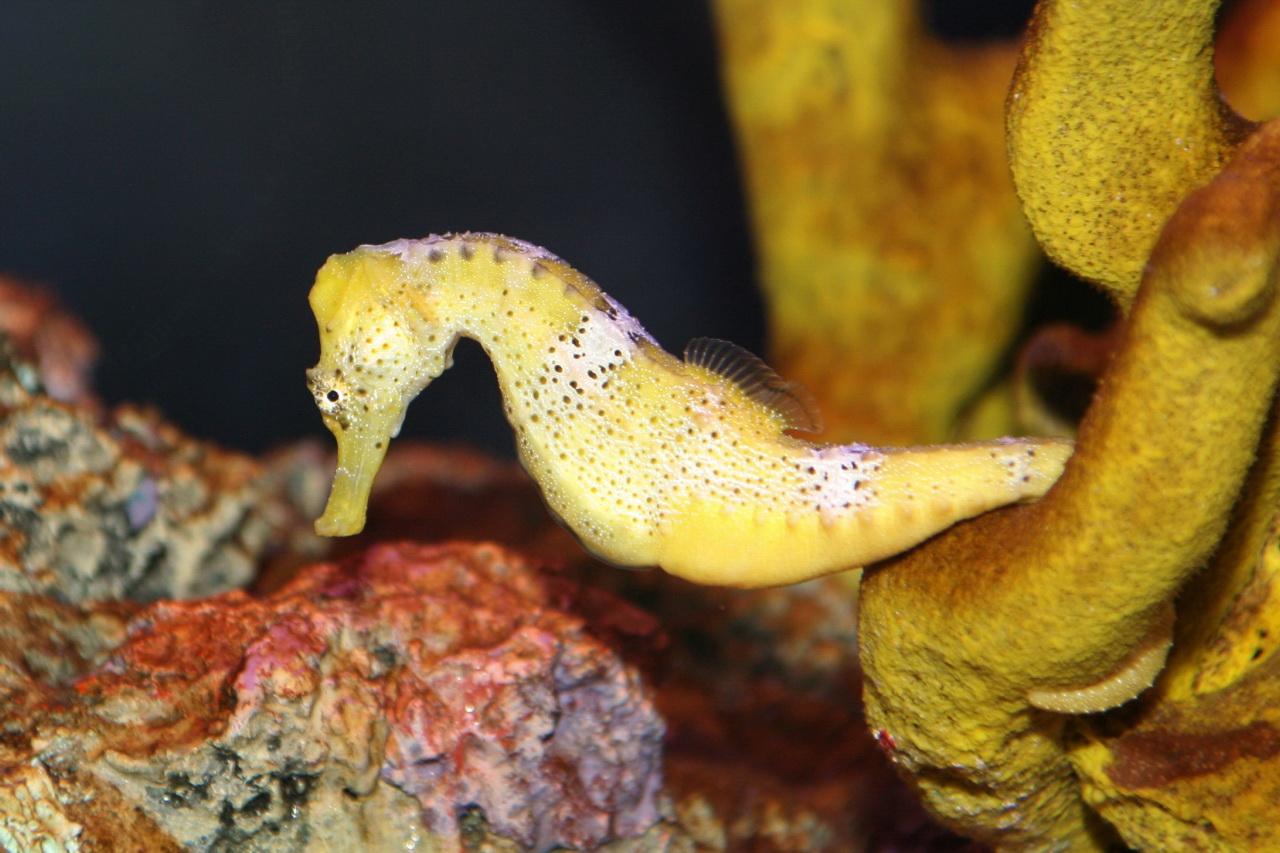
En el National Aquarium de Washington, Estados Unidos
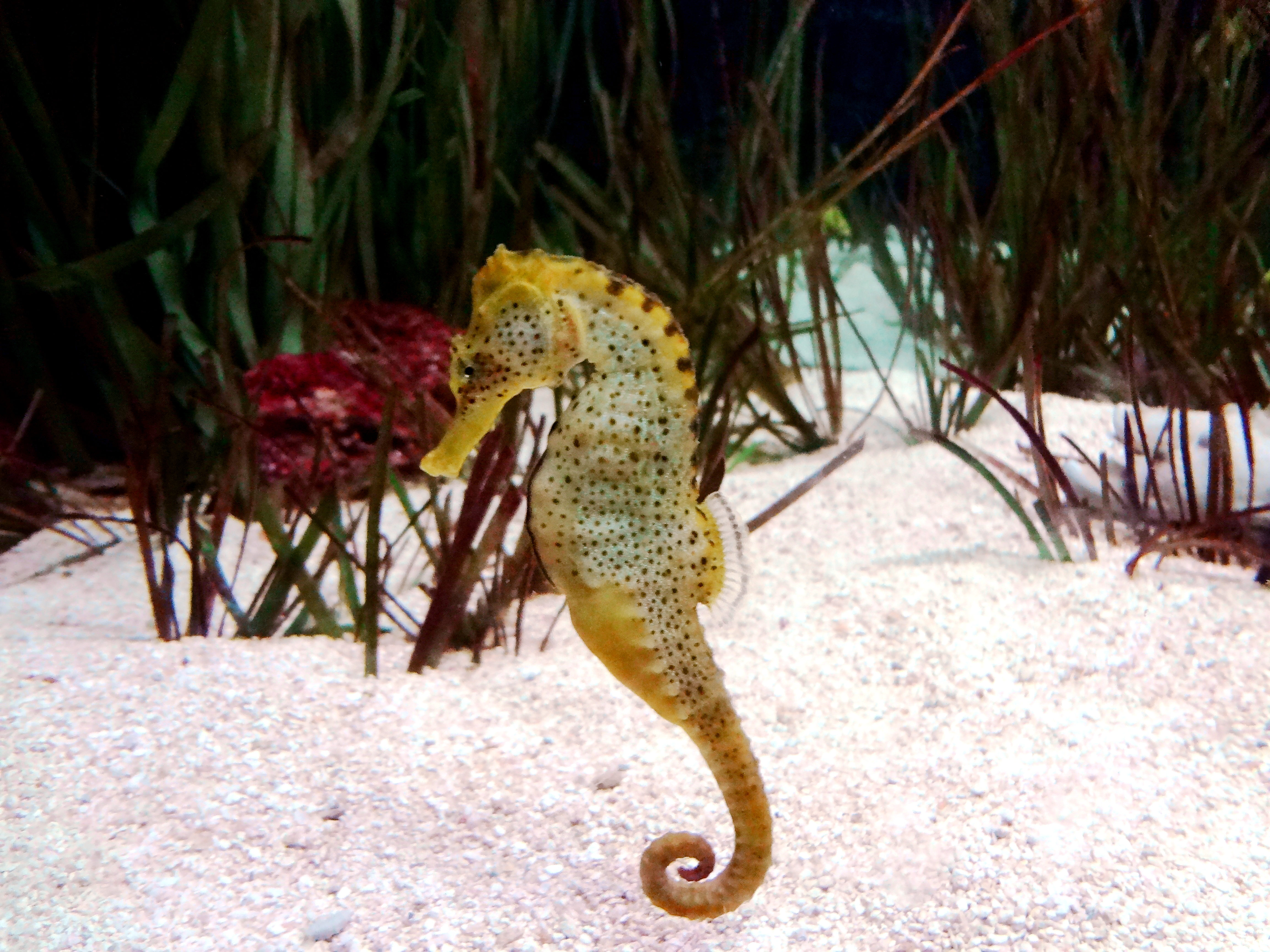
En Faunia, Madrid, España
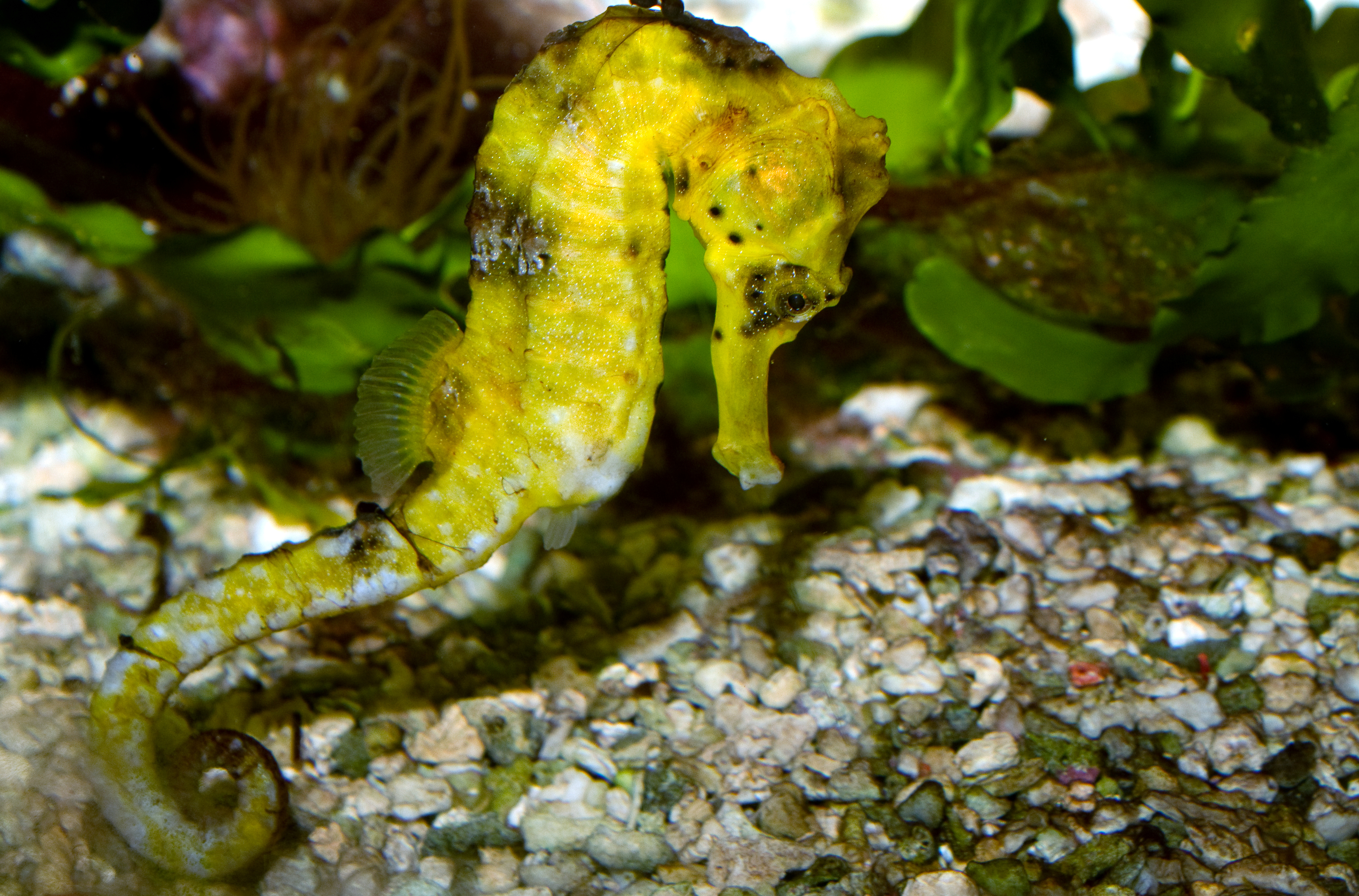
En acuario
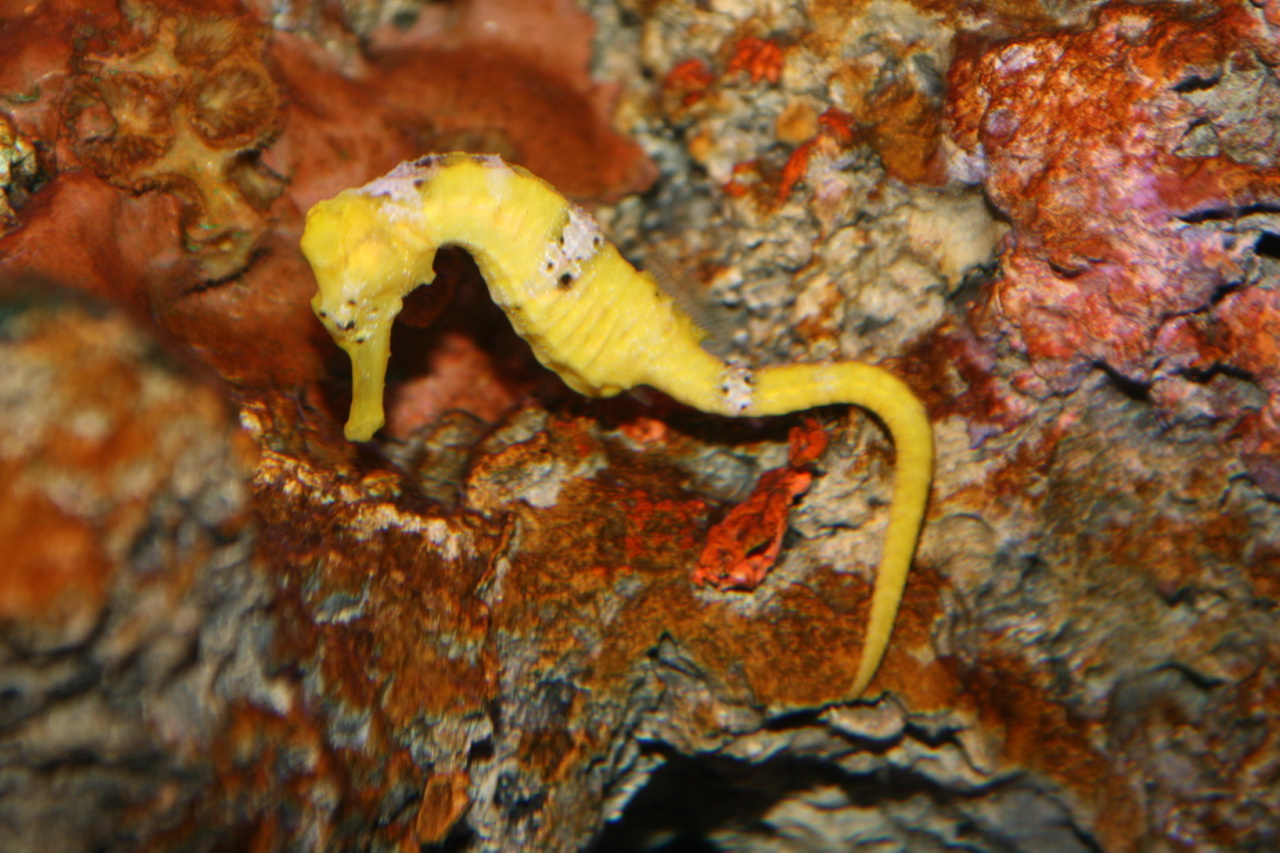
En el National Aquarium de Washington, Estados Unidos
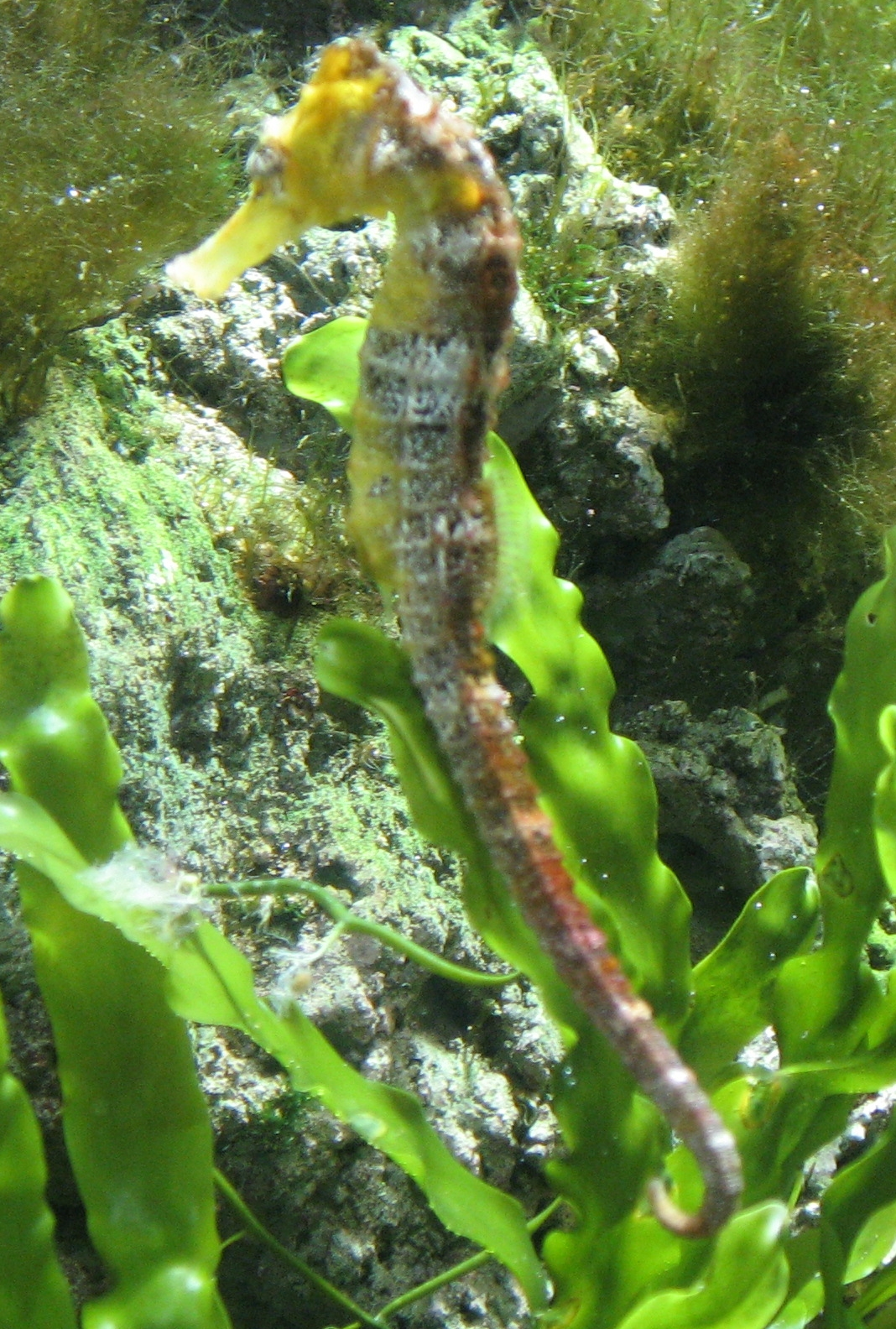
En el Aquarium Cinéaqua, París, Francia

- Véase también Hippocampus